# Michelle Carter
Michelle Denee Carter (San José, Kalifornia, 1985. október 12. –) olimpiai bajnok amerikai súlylökőnő.

## Sportpályafutása
A riói olimpián 2016-ban aranyérmet nyert női súlylökésben. A döntőben az utolsó sorozatban érte el a 20,63 méteres eredményt, mellyel a második helyre szorította az addig vezető Valerie Adamst. Ez a dobása új amerikai rekord is egyben. Carter a második amerikai versenyző aki érmet nyert a női súlylökésben a szám olimpiai szereplése óta.
Győzelme nem volt váratlan, hiszen a 2001-es ifjúsági világbajnokságon ezüstérmet, a 2004-es junior világbajnokságon aranyérmet nyert. Az elmúlt két olimpián egy 15. és egy 5. helyezést ért el. Hazájában már 5 éve veretlen a nemzeti bajnokságon, és az utóbbi 10 évben hatszor állhatott a dobogó felső fokára. A texasi egyetem atlétájaként 2006-ban megnyerte a főiskolások országos bajnokságát.

## Magánélete
A University of Texas at Austinon (Texasi Egyetem) 2007-ben diplomázott. Diplomáját a fiatalok és közösségek témakörben írta. Emellett hallgatott kineziológiát is. Carter elvégzett egy profi sminkes iskolát is.
Édesapja, Michael Carter az 1984. évi nyári olimpiai játékokon súlylökésben ezüstérmes lett. Valamint a San Francisco 49ers játékosa volt 1984 és 1992 között és háromszoros Super Bowl győztes. Ő az egyetlen olyan sportoló, aki ugyanazon évben olimpiai érmet és Super Bowl gyűrűt nyert.